# Vijaya Teelock
Vijaya Teelock est une historienne, chercheuse-enseignante et écrivaine mauricienne. Ses travaux portent notamment sur l'esclavage et l'engagisme à l'île Maurice.

## Biographie
Vijaya Teelock est née à Maurice. Elle est la fille de Riziya Sahay (née à Kōbe au Japon en 1929) et de Boodhun Teelock, un médecin mauricien qui était également l'ancien haut-commissaire mauricien à Londres,. Son grand-père maternel, Anand Mohan Sahay, est associé au mouvement indépendantiste indien et a été diplomate indien après l'indépendance de l'Inde. Sa grand-mère est une nièce de Chitta Ranjan Das.
Vijaya Teelock étudie l'histoire, puis mène des recherches et enseigne à l'université de Maurice. Elle devient aussi vice-présidente de la Commission Vérité et Justice, créée en 2009 et qui se consacre notamment aux conséquences de l’esclavage et de l’engagisme à Maurice.
Elle est également, durant quelques années, présidente de l'Aapravasi Ghat Trust Fund, qui gère le site de Aapravasi Ghat symbole de l'engagisme à l'Île Maurice, débuté au lendemain de l'abolition de l'esclavage en 1833,. Par ailleurs, elle codirige avec Steve Sénèque la rédaction d'un ouvrage sur le rôle des femmes dans la construction de l'État mauricien, Women in the making of Mauritian History, publié en 2021 et associant une trentaine de chercheurs. Enfin, elle conseille le scénariste Simon Moutaïrou en 2009, alors qu'il se prépare à élaborer le scénario du film Ni chaînes ni maîtres sorti en 2024.